# Ariana Richards
Ariana Clarice Richards (ur. 11 września 1979 w Healdsburg) – amerykańska aktorka dziecięca i malarka. Najbardziej znana jest z roli Lex Murphy w filmie Park Jurajski z 1993 roku. Cztery lata później powtórzyła tę rolę w filmie Zaginiony świat: Park Jurajski. W swojej karierze aktorskiej wygrała kilka Nagród Młodych Artystów. W 2003 roku zrezygnowała z aktorstwa i zajęła się malarstwem.
Ma młodszą siostrę, Bethany, która również była aktorką dziecięcą.

## Wybrana filmografia

### Film
- 1989: Renifer Świętego Mikołaja – Carol Wetherby
- 1990: Wstrząsy – Mindy Sterngood
- 1993: Park Jurajski – Lex Murphy
- 1997: Zaginiony świat: Park Jurajski – Lex Murphy
- 2001: Wstrząsy 3: Powrót do Perfekcji – Mindy Sterngood

### Telewizja
- 1987: Złotka – Lisa (1 odcinek)
- 1990: Szpital pod palmami – Tess Delaney (1 odcinek)
- 1991: Druga strona miłości – Kelly Gallagher
- 1995: Max i szczurza ferajna – córka prezydenta (głos) (1 odcinek)
- 1996: Elza z afrykańskiego buszu – nowa przygoda – Valerie Porter
- 1997: Chłopiec poznaje świat – Claire Ferguson